# Cmentarz wojenny w Trawnikach
Cmentarz wojenny w Trawnikach – zabytkowy cmentarz z okresu I wojny światowej znajdujący się w gminie Trawniki, powiecie świdnickim. Cmentarz usytuowany jest w północno-wschodniej części wsi, pomiędzy rzeką Wieprz, a szosą prowadzącą do Oleśnik w bezpośrednim sąsiedztwie remizy. Ma kształt prostokąta o powierzchni około 1450 m² o wymiarach około 40 na 36 m. Teren cmentarza otoczony jest metalowym płotem.

Obecnie na cmentarzu zachowały się dwa duże kopce o wymiarach około 12 na 7 m i wysokości około metra, pomiędzy którymi znajduje się pomnik z białego kamienia z czarną granitową tablicą, na której zachował się częściowo zniszczony napis: 

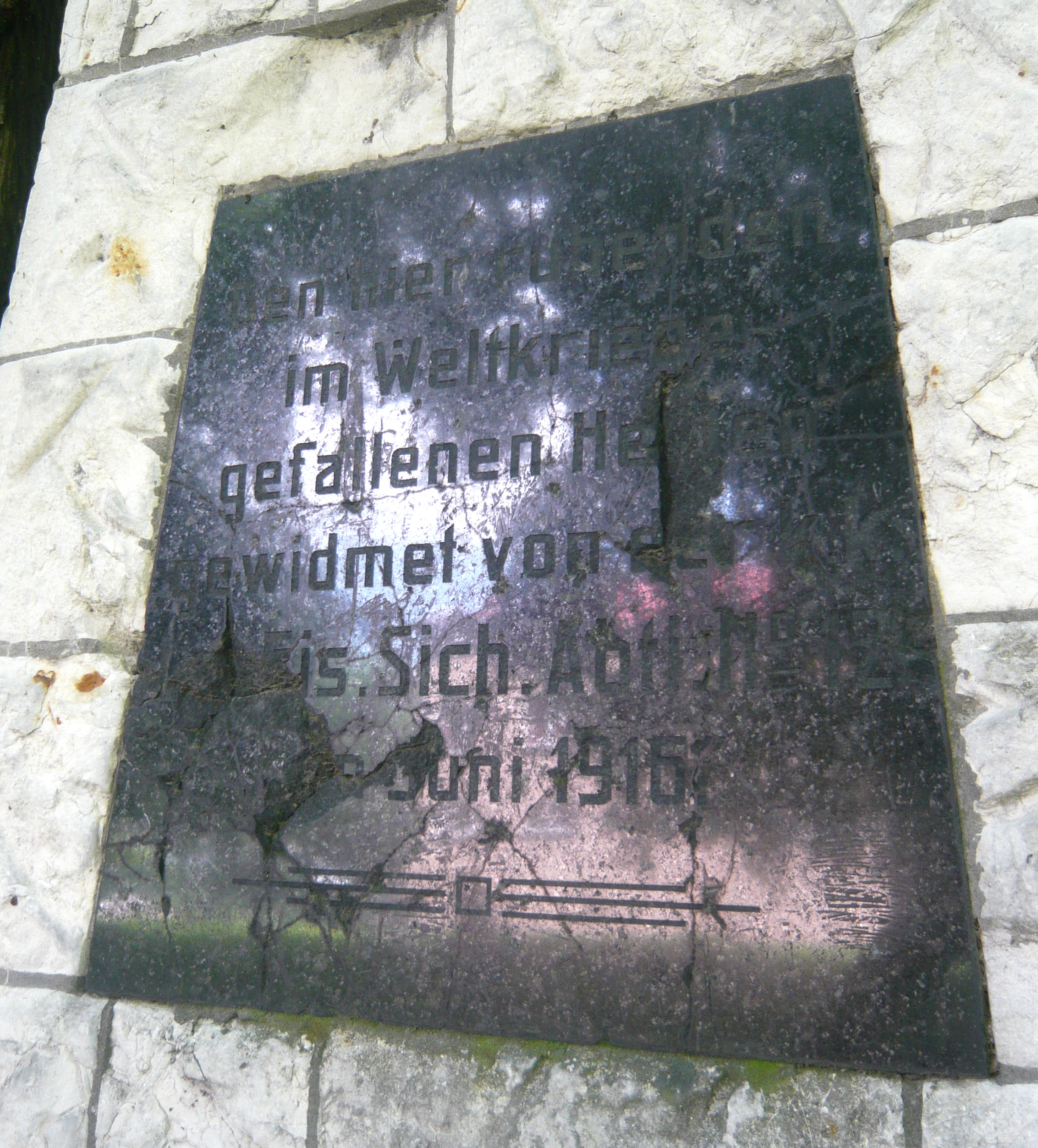
Tablica

DEN HIER RUHENDEN / IM WELTKRIEGE / GEFALLENEN HELDEN / GEWIDMET VON DER K.K. / INF. FIS. SICH. ABTL. Nº 12 / JUNI 1916
Na cmentarzu pochowanych jest prawdopodobnie około 140 żołnierzy, poległych i zmarłych w I wojnie światowej w 1914 oraz 1915 roku. 

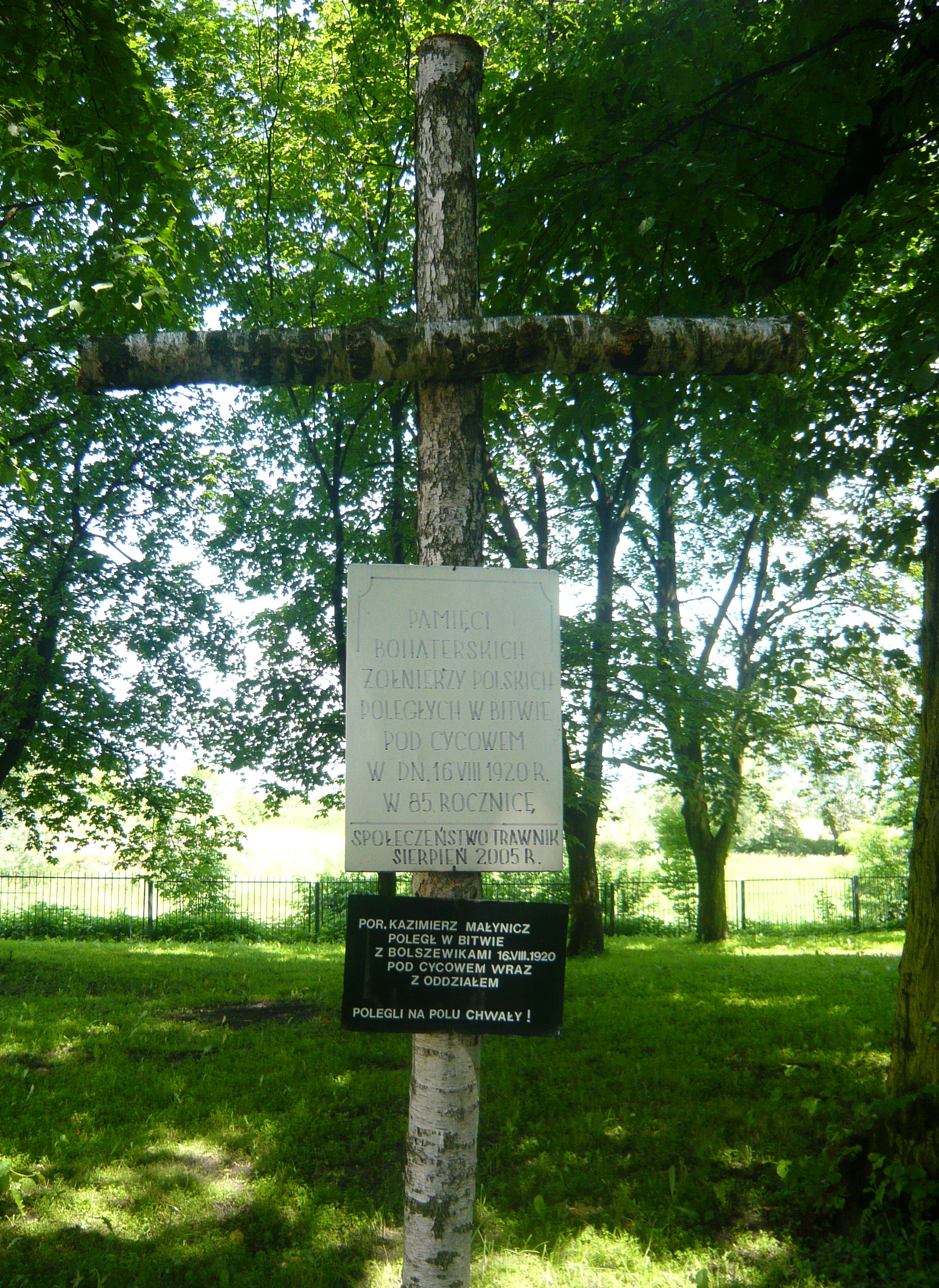
Krzyż z sierpnia 2005

Na cmentarzu znajdują się pochówki żołnierzy polskich, poległych w walkach z bolszewikami w bitwie pod Cycowem 16 sierpnia 1920 oraz pod Zamościem. Na jednym z grobów znajduje się tabliczka:
"Polegli w bitwie z bolszewikami pod Cycowem bohaterscy obrońcy Ojczyzny wraz z dowódcą por. Kazimierzem Małyniczem. Wśród nas sprawują wieczną wartę. Cześć ich pamięci. W imieniu społecz."